# Entangled in Chaos
Albums de Morbid Angel
Domination
(1995) Formulas Fatal to the Flesh
(1998)
Entangled in Chaos est le premier album live du groupe de death metal américain Morbid Angel. L'album est sorti en 1996 sous le label Earache Records.
L'album a été enregistré pendant la tournée européenne du groupe en 1996.

## Musiciens
- David Vincent - Chant, Basse
- Trey Azagthoth - Guitare
- Erik Rutan - Guitare
- Pete Sandoval - Batterie

## Liste des morceaux
1. Immortal Rites 4:08
2. Blasphemy of the Holy Ghost 3:31
3. Sworn to the Black 3:49
4. Lord of All Fevers and Plague 3:56
5. Blessed Are the Sick 2:48
6. Day of Suffering 2:02
7. Chapel of Ghouls 3:47
8. Maze of Torment 4:25
9. Rapture 4:07
10. Blood on My Hands 3:41
11. Dominate 2:54